# Mała Horbasza (rejon zwiahelski)
Mała Horbasza (ukr. Мала Горбаша) – wieś na Ukrainie, w obwodzie żytomierskim, w rejonie zwiahelskim, w hromadzie Jaruń. W 2024 liczyła 344 mieszkańców, 344 wskazało jako ojczysty język ukraiński

## Urodzeni
- Piotr Czyżewski (przodownik pracy)